# NGC 3906
NGC 3906 је спирална галаксија у сазвежђу Велики медвед која се налази на NGC листи објеката дубоког неба.
Деклинација објекта је + 48° 25' 32" а ректасцензија 11h 49m 40,2s. Привидна величина (магнитуда) објекта NGC 3906 износи 13,1 а фотографска магнитуда 13,8. NGC 3906 је још познат и под ознакама UGC 6797, MCG 8-22-12, CGCG 243-11, IRAS 11469+4842, PGC 36953.